# Technopolis Innovation Park
Technopolis Innovation Park is een wetenschapspark in aanbouw met een oppervlakte van 120 ha. De bouw is in 2005 gestart en zal in totaal naar verwachting 20 jaar gaan duren. Technopolis is gelegen ten zuiden van de TU Delft. De ontwikkelaars willen dat het een van de belangrijkste wetenschapsparken van Europa wordt. 
Het Nederlands Meetinstituut (NMI) heeft zich als eerste op het park gevestigd, in het voormalige pand van de rond 2003 opgeheven ingenieursopleiding Geodesie. In 2010 betrok Exact Holding zijn nieuwe hoofdkantoor op het terrein, gevolgd door Applikon en 3M.

## Bereikbaarheid
Technopolis ligt langs de A13 en vlak bij de A4. Het station Delft Campus ligt op ongeveer twee kilometer afstand.
Het toenmalige Stadsgewest Haaglanden (in 2015 opgegaan in de Metropoolregio Rotterdam Den Haag) ging ervan uit dat tram 19 het researchbedrijvenpark vanaf 2009 kon ontsluiten voor openbaarvervoerreizigers. Doordat de Sint Sebastiaansbrug eerst gerenoveerd moest worden zou tramlijn 19 pas vanaf 2020 van Station Delft via de TU-wijk naar Technopolis kunnen doorrijden. Later moest de ingebruikneming uitgesteld worden tot op zijn vroegst eind 2022, in verband met elektromagnetische straling die vrij zou komen van de bovenleiding en de trams. Die zou het wetenschappelijk onderzoek op de omliggende onderzoekscentra kunnen verstoren. Daarbij zullen de trams de laatste 1,3 kilometer vanaf de kruising met de Kruithuisweg tot aan Technopolis niet kunnen rijden.

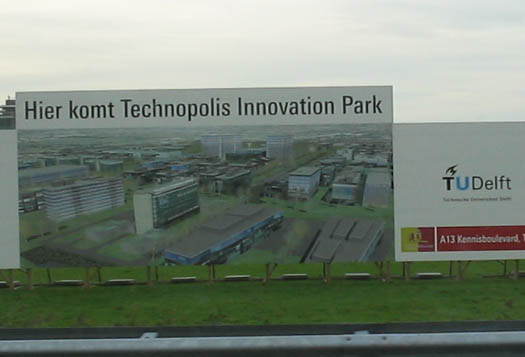
Bord langs A13
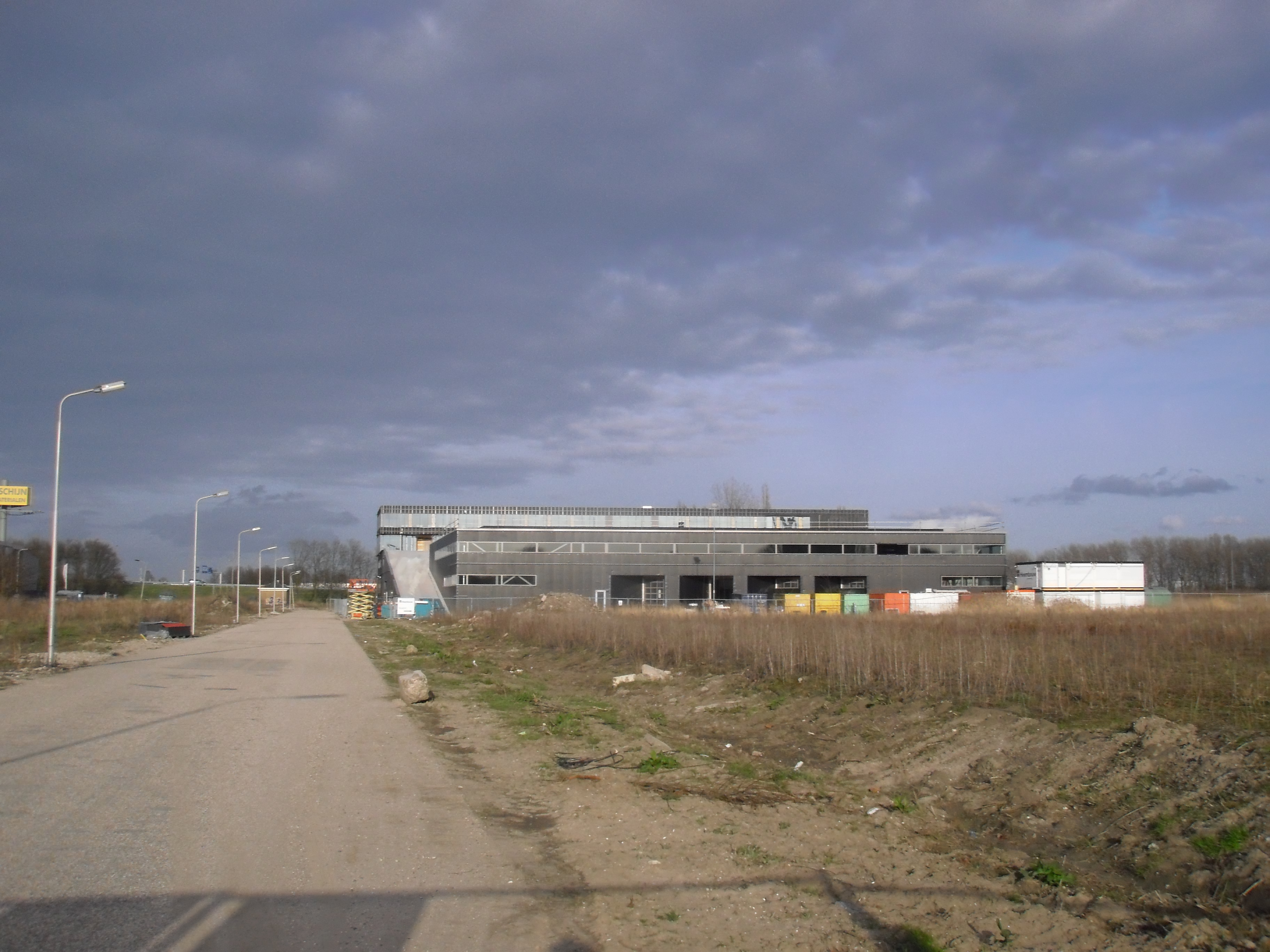
Park in aanbouw in 2010

Stad: Delft     Buurtschappen: Abtswoude · Klein-Delfgauw

Wijken en Buurten: Buitenhof · Centrum · Delftse Hout · Hof van Delft · Ruiven · Schieweg · Tanthof · Voordijkshoorn · Voorhof · Vrijenban · Wippolder

Bedrijventerreinen: Delftechpark · Technopolis

Zuid-Holland: Steden en dorpen    Nederland: Provincies · Gemeenten